# Đội tuyển bóng đá bãi biển quốc gia Algérie
Đội tuyển bóng đá bãi biển quốc gia Algérie đại diện Algérie ở các giải thi đấu bóng đá bãi biển quốc tế và được điều hành bởi Hiệp hội bóng đá Algérie, cơ quan quản lý bóng đá ở Algérie.

## Đội hình hiện tại
Chính xác tính đến tháng 6 năm 2011
Ghi chú: Quốc kỳ chỉ đội tuyển quốc gia được xác định rõ trong điều lệ tư cách FIFA. Các cầu thủ có thể giữ hơn một quốc tịch ngoài FIFA.
| Số | VT | Quốc gia | Cầu thủ               |
| -- | -- | -------- | --------------------- |
| 1  | TM |          | M'hamed Haniched      |
| 2  | HV |          | Tarek Ghoul           |
| 4  | HV |          | Mustapha Maza         |
| 5  | TV |          | Brahim Arafat Mezouar |
| 6  | HV |          | Moulay Haddou         |

| Số | VT | Quốc gia | Cầu thủ             |
| -- | -- | -------- | ------------------- |
| 8  | TV |          | Fayçal Badji        |
| 9  | TĐ |          | Farid Ghazi         |
| 10 | TV |          | Mohamed Reda Abbaci |
| 11 | TĐ |          | Fawzi Moussouni     |
| 22 | TM |          | Farid Belmellat     |

Huấn luyện viên: Lakhdar Belloumi

## Ban huấn luyện hiện tại
- Trợ lý huấn luyện viên: Mourad Slatni
- Đại biểu trưởng: Mustapha Kouici

## Thành tích
- Thành tích tốt nhất tại Giải vô địch bóng đá bãi biển châu Phi: Hạng 6
  - 2011